# Reichenbachia semirugosa
Reichenbachia semirugosa är en skalbaggsart som beskrevs av Brendel 1895. Reichenbachia semirugosa ingår i släktet Reichenbachia och familjen kortvingar. Inga underarter finns listade i Catalogue of Life.